# (79137) 1991 PD15
1991 بي دي 15 (ويعرف أيضًا باسم (79137) 1991 بي دي 15 وفق تسمية الكوكب الصغير) (بالإنجليزية: 1991 PD15)‏ هو كويكب ضمن حزام الكويكبات؛ وترتيبه 79137 من حيث الاكتشاف.
اكتُشف هذا الجُرم الفلكي بواسطة هنري هولت إي في 6 أغسطس 1991.

## وصلات خارجية
- (79137) 1991 PD15 في قاعدة بيانات مختبر الدفع النفاث لأجرام النظام الشمسي الصغيرة

- الاكتشاف · مخطط المدار ·  العناصر المدارية · المعلمات المادية

- (79137) 1991 PD15 على موقع ويكي سكاي: DSS2, SDSS, GALEX, IRAS, Hydrogen α, X-Ray, Astrophoto, Sky Map, Articles and images